# US-VISIT
US-VISITとは、アメリカ合衆国税関・国境警備局が2004年1月5日より導入している、新たな出入国管理システムである。正式には「US-VISIT（Visitor and Immigrant Status Indicator Technology）プログラム」と呼ばれる。
同プログラムでは査証（ビザ）を所持して米国に入国する渡航者に対し、指紋のスキャン（機械による自動読み取り）や顔写真の撮影などの生体認証を含む個人情報を使用した出入国手続を行う。

## 入国管理システム

### 対象者
2015年現在、アメリカ合衆国に入国する外国人を対象として実施している。
同プログラムにおける審査免除者は：
1. A-1, A-2, C-3, G-1, G-2, G-3, G-4, NATO-1, NATO-2, NATO-3, NATO-4, NATO-5, or NATO-6 の各ビザ保持者。
2. 14歳未満の子供と79歳以上の高齢者
3. アメリカ合衆国国務長官又はアメリカ合衆国国土安全保障省により免除された者
4. 中華民国（台湾）の政府関係者におけるE-1ビザ保持者（中華人民共和国に配慮して、外交ビザ＝Aビザを発給できないため）
5. カナダ・メキシコ国民の一部

となっている。

### 対象となる空港・海港
現在US-VISITプログラムによる入国管理は115の空港、15の海港、及び50の国境管理ポイント（陸路）で実施されている。2006年からは全ての陸路における入国ポイントで実施されている。

### 入国管理システムの流れ
各空港、海港、国境における入国審査場において、従来通りのパスポートの検査及び質問の際、審査官の指示に従い左手全ての指、右手全ての指の順番で指紋スキャナーによって指紋のスキャンをする。その後、デジタルカメラによって顔写真（眼鏡等を外した状態）が撮影されて、終了である。

## 出国管理システム

### 現在
2007年5月6日付けで、当面出国の際の手続きは不要となった。これは旧システムの不履行率の高さが問題であったためである。そのため米政府当局は、出国管理を旅客搭乗手続きと一体化させる方向で検討しており、新しいシステムを今後発表する予定である。

### 旧システム（2005-2007）

#### 試験運用の時期・対象となる空港・海港
US-VISITプログラム下における出国管理（指紋スキャン・顔写真撮影）は、9月1日より空港は既に運用されているボルチモア国際空港、シカゴ・オヘア国際空港に加え、アトランタ、ダラス、デンバー、デトロイト、ニューアーク、フィラデルフィア、フェニックス、サンフランシスコ、サンフアン、シアトルの10カ所、海港はロサンゼルスのロングビーチとサンペドロ、及びマイアミの3カ所であった。

#### 同試験運用の対象者
2005年9月1日より、これら15の空港・海港を利用して出国する米国ビザ所持者が対象となり、9月30日からは短期旅行者など、ビザ免除プログラムにて入国した人が出国する際も対象となった。

#### 出国管理システムの流れ
これら15カ所での運用はあくまで試験的であり、8月3日から90日間の試験期間後、アメリカ合衆国連邦政府が本格運用の決定を行うこととなっていて、以下の3つの内いずれかの方法で出国管理の試験運用がなされていた。
1. 自動端末機のみ
航空会社のチェックインカウンター又は端末機によりチェックイン後、空港・海港において金属探知器（TSA Screener）を越えたところに設置してある自動端末機にパスポートを入れる。入国時と同じく左・右の順で両手の人差し指の指紋採取後、顔写真の撮影を行う。データが採取された証拠となるレシートを受け取り、ゲートに向かい搭乗する。
2. 端末機＋モバイル端末機（US-VISIT係員）
上記の手続きの後、搭乗ゲートの前でUS-VISIT係員にレシートを渡し、係員がモバイル機によって両手の人差し指の指紋採取（左・右の順）、本人確認を行う。その後搭乗する。
3. モバイル端末機（US-VISIT係員）のみ
チェックイン後そのまま搭乗ゲートに向かい、ゲートの前でUS-VISIT係員にパスポートを渡し、両手の人差し指の指紋採取（左・右の順）、顔写真撮影を行う。係員からレシートを受け取って搭乗する。

## 関連事項
- 電子渡航認証システム - ESTA
- I-94 - 米国出入国カード（I-94、I-94W）
- ビザ免除プログラム - VWP、短期滞在査証免除措置
- 出入国管理
- 自動化ゲート
- J-BIS - 生体認証による日本出入国管理システム